# Sergio Fenoy
Sergio Alfredo Fenoy (ur. 19 maja 1959 w Rosario) – argentyński duchowny katolicki, arcybiskup Santa Fe od 2018.

## Życiorys

### Prezbiterat
Święcenia kapłańskie otrzymał 2 grudnia 1983 i został inkardynowany do archidiecezji Rosario. Pracował przede wszystkim w seminarium w Rosario, pełniąc w nim funkcje wykładowcy, ojca duchownego oraz rektora. Był także proboszczem kilku parafii w Rosario oraz diecezjalnym duszpasterzem młodzieżowej sekcji Akcji Katolickiej.

### Episkopat
3 kwietnia 1999 papież Jan Paweł II mianował go biskupem pomocniczym archidiecezji Rosario, ze stolicą tytularną Satafis. Sakry biskupiej udzielił mu 21 maja 1999 arcybiskup Eduardo Mirás.
5 grudnia 2006 został mianowany biskupem diecezji San Miguel.
17 kwietnia 2018 papież Franciszek mianował go arcybiskupem metropolitą Santa Fe de la Vera Cruz. Ingres odbył się 9 czerwca 2018.